# Trude Fleischmann
Pour les articles homonymes, voir Fleischmann (homonymie).
Trude Fleischmann, née le 22 décembre 1895 à Vienne en Autriche et morte le 21 janvier 1990 aux États-Unis, est une photographe autrichienne et américaine.

## Biographie
Trude Fleischmann naît en 1895 dans une famille juive de Vienne. Après ses études secondaires, elle suit pour une courte période des études d'art à Paris. Entre 1913 et 1916, elle suit une formation au HGBLuVA (de), institut de formation en communication visuelle à Vienne. Elle effectue un court stage chez Madame d'Ora puis son stage professionnel chez le photographe Hermmann Schieberth (1876 - 1948). 
Au début de l'année 1920, elle ouvre son propre atelier près de l'Hôtel de ville de Vienne. Elle devient rapidement une des photographes les plus sollicitées de la capitale, prenant en photo dans son atelier les personnalités les plus en vue de l'art et de la culture, dont Peter Altenberg, Alban Berg, Wilhelm Furtwängler, Karl Kraus, Hedy Lamarr, Adolf Loos, Tilly Losch, Alfred Polgar, Max Reinhardt, la famille d'acteurs Thimig, Hilde Wagener, Bruno Walter, Paula Wessely, Grete Wiesenthal et Stefan Zweig.  Elle fait évoluer l'art du portrait photographié avec des poses moins guindées. Germaine Kanova lui sert en partie de mannequin au début des années 1930, et se découvre à son contact une vocation pour la photographie. Trude Fleischmann prend également en photo des poses de danse. Elle est notamment connue pour ses photographies, jadis qualifiées de scandaleuses, de la danseuse Claire Bauroff (de). La série de photos, exposée à Berlin, est confisquée  par la police,. Ses clichés sont publiés dans des magazines et périodiques dont Berliner Illustrirte Zeitung, Die Bühne, Die Dame, Moderne Welt, Wiener Bilder, Wiener Magazin et Wiener Mode.
Vers le milieu des années 1930, elle se tourne vers la photographie de paysage de style heimat. Après l'Anschluss, son atelier est fermé par les autorités. Elle parvient à fuir l'Autriche en septembre 1938 avec l'aide de la photographe américaine Marion Post Wolcott, dont la sœur Helen était une de ses camarades d'études. Elle se réfugie d'abord à Paris, puis à Londres et part enfin pour New York, et adopte la nationalité américaine. Comme à Vienne, elle réalise le portrait d'artistes et d'intellectuels, dont Eleanor Roosevelt, Albert Einstein, et Arturo Toscanini. En 1940, elle ouvre un studio de photographie à Manhattan. Certains de ses clichés sont également publiés dans Vogue et Glamour.
En 1969, elle prend sa retraite et se retire en Suisse à Lugano. En 1988, elle repart aux États-Unis où elle meurt en 1990.

## Collections
On considère que beaucoup de ses photographies, (jusqu'à 41 négatifs sur plaque) ont été perdues en raison de sa fuite d'Allemagne et de la destruction de son atelier pendant la Seconde Guerre mondiale. Cependant, les photographies restantes sont parvenues dans des collections réputées, dont celle du MoMA, du Metropolitan Museum of Art, de la New York Public Library, du Leo Baeck Institute (en), et du Getty Center. En Autriche, le Musée de Vienne, le musée du théâtre et la collection photographique de la Banque d'Autriche conservent des clichés de la période allant jusqu'en 1938.

## Expositions
- 1982 : Trude Fleischmann – Retrospektive. Porträts berühmter Persönlichkeiten, Banque d'Autriche.
- 1988 : Trude Fleischmann. Fotografien 1918–1938, Galerie Faber, Vienne.
- 2011 : Trude Fleischmann: Der selbstbewusste Blick, Wien Museum Karlsplatz, Vienne.